# 별들의 고향 2
별들의 고향 2는 1978년 공개된 대한민국의 영화이다.

## 배역
- 신성일
- 장미희
- 도금봉
- 이경희
- 전숙
- 박암
- 윤일봉
- 이일웅
- 김웅